# فرنسيس بورتون هاريسون
فرنسيس بورتون هاريسون (بالإنجليزية: Francis Burton Harrison)‏ هو سياسي أمريكي، ولد في 18 ديسمبر 1873 في نيويورك في الولايات المتحدة، وتوفي في 21 نوفمبر 1957 في الولايات المتحدة. حزبياً، نشط في الحزب الديمقراطي. وقد انتخب الحاكم العام في الفلبين ‏ وانتخب عضو مجلس النواب الأمريكي.

## روابط خارجية
- فرنسيس بورتون هاريسون على موقع الموسوعة البريطانية (الإنجليزية)
- فرنسيس بورتون هاريسون على موقع إن إن دي بي (الإنجليزية)